# Saison 2019-2020 de l'Olympique lyonnais (féminines)
Maillots
Dernière mise à jour : 9 août 2020.
Chronologie
Saison précédente Saison suivante
La saison 2019-2020 de la section féminine de l'Olympique lyonnais est la quarante-deuxième saison consécutive du club rhodanien en première division du championnat de France depuis 1978.
Les Lyonnaises auront à nouveau pour objectif de remporter les titres du championnat de France, de la coupe de France et de la Ligue des champions, tous remportés la saison précédente. Cette nouvelle saison voit également l'introduction d'une nouvelle compétition, le Trophée des championnes.
L'équipe va donc évoluer au cours de la saison en Ligue des champions, où le club est exempté de premier tour grâce au bon coefficient UEFA de la France.
En début de saison, l'Olympique lyonnais remporte aux tirs au but la première édition du Trophée des championnes face au Paris Saint-Germain.
Le championnat est quant à lui arrêté à la mi-mars 2020 en raison de la pandémie de Covid-19, et l'Olympique lyonnais est sacré champion de France pour la 14e fois consécutive. La Coupe de France ainsi que la Ligue des champions sont suspendues jusqu'à nouvel ordre.
Après la reprise de la Coupe de France et de la Ligue des champions, les Fenottes remportent leur 9e Coupe de France en battant une nouvelle fois aux tirs au but le PSG, puis leur 7e Ligue des champions et la 5e consécutive en triomphant du VfL Wolfsburg sur le score de 3 à 1.
Les Lyonnaises remportent donc toutes les compétitions dans lesquelles elles étaient engagées.

## Transferts
Le début de saison est marqué par le départ de l'entraîneur Reynald Pedros après deux saisons passées à la tête du club ; il est remplacé par Jean-Luc Vasseur.
Le 19 juin 2019, l'OL enregistre l'arrivée de quatre joueuses : la gardienne finlandaise Katriina Talaslahti (Bayern Munich), l'internationale belge Janice Cayman (Montpellier HSC), l'internationale anglaise Nikita Parris (Manchester City) et l'internationale portugaise Jéssica Silva (Levante UD). Côté départs, l'Olympique lyonnais voit la fin du prêt de Jess Fishlock, qui retourne au Seattle Reign, mais aussi la fin du contrat de Sole Jaimes et la résiliation de Carolin Simon. Le 1er juillet 2019, Amel Majri prolonge son contrat avec le club jusqu'en 2022.
| Été 2019            |             |                                    |                        |                   |
| Nom                 | Nationalité | Transfert                          | Provenance/Destination | Division          |
| Arrivées            |             |                                    |                        |                   |
| Katriina Talaslahti | Finlande    | Contrat de 3 ans                   | Bayern Munich          | Frauen-Bundesliga |
| Janice Cayman       | Belgique    | Contrat de 2 ans                   | Montpellier HSC        | Division 1        |
| Jéssica Silva       | Portugal    | Contrat de 2 ans                   | Levante UD             | Primera División  |
| Nikita Parris       | Angleterre  | Contrat de 3 ans                   | Manchester City        | FA Super League   |
| Alex Greenwood      | Angleterre  | Contrat de 1 an                    | Manchester United      | FA Super League   |
| Grace Kazadi        | France      | Contrat de 2 ans                   | Formée au club         | Formée au club    |
| Manon Revelli       | France      | Contrat de 3 ans                   | Formée au club         | Formée au club    |
| Départs             |             |                                    |                        |                   |
| Jessica Fishlock    | P.d.-Galles | Fin du prêt                        | Seattle Reign FC       | NWSL              |
| Sole Jaimes         | Argentine   | Fin de contrat                     | Santos FC              | Série A1          |
| Carolin Simon       | Allemagne   | Résiliation de contrat             | Bayern Munich          | Frauen-Bundesliga |
| Lorena Azzaro       | France      | Résiliation de contrat             | FC Fleury 91           | Division 1        |
| Melvine Malard      | France      | Prêt de 1 an                       | FC Fleury 91           | Division 1        |
| Emelyne Laurent     | France      | Prêt de 1 an                       | FCG Bordeaux           | Division 1        |
| Danielle Roux       | France      | Prêt de 1 an                       | Stade de Reims         | Division 1        |
| Hiver 2019 - 2020   |             |                                    |                        |                   |
| Arrivées            |             |                                    |                        |                   |
| Naomie Feller       | France      | Prêt de 6 mois sans option d'achat | Stade de Reims         | Division 1        |
| Départs             |             |                                    |                        |                   |

## Stage et matchs d'avant saison
| Women's International Champions Cup Vainqueur 2019 |
| -------------------------------------------------- |
| Olympique lyonnais 1er Titre                       |

## Trophée des championnes
Le Trophée des championnes 2019 est la première édition du Trophée des championnes. Il oppose en début de saison le vainqueur du championnat de France à celui de la Coupe de France. L'Olympique lyonnais ayant remporté les deux compétitions l'année précédente, c'est le 2e de D1 (le Paris Saint-Germain) qui est opposé au vainqueur.

## Championnat de France
Le 12 juillet 2019, le calendrier de la Division 1 est dévoilé.

### Classement
| Rang | Équipe                        | Pts | J  | G  | N | P | Bp | Bc | Diff | Qualification ou relégation                                  |
| ---- | ----------------------------- | --- | -- | -- | - | - | -- | -- | ---- | ------------------------------------------------------------ |
| 1    | Olympique lyonnais T S (C, Q) | 44  | 16 | 14 | 2 | 0 | 67 | 4  | +63  | Qualification pour la phase finale de la Ligue des champions |
| 2    | Paris Saint-Germain (Q)       | 41  | 16 | 13 | 2 | 1 | 60 | 7  | +53  | Qualification pour la phase finale de la Ligue des champions |
| 3    | Girondins de Bordeaux         | 37  | 16 | 12 | 1 | 3 | 36 | 12 | +24  |                                                              |
| 4    | Montpellier Hérault SC        | 30  | 16 | 9  | 3 | 4 | 39 | 18 | +21  |                                                              |
| 5    | Paris FC                      | 24  | 16 | 7  | 3 | 6 | 21 | 26 | −5   |                                                              |

### Évolution du classement
Leader du championnat

## Coupe d'Europe
La Ligue des champions 2019-2020 est la 19e édition de la Ligue des champions féminine de l'UEFA, la compétition inter-clubs européenne de football féminin. Elle est divisée en deux phases, une phase de qualification pour certaines équipes, et une phase finale avec les principales équipes et celles qualifiées précédemment. L'Olympique lyonnais étant championnes de France 2018-2019, pays alors à la première place du coefficient UEFA, le club démarre aux seizièmes de finale.

## Coupe de France
La Coupe de France 2019-2020 est la 19e édition de la Coupe de France féminine de football, une compétition à élimination directe mettant aux prises tous les clubs de football amateurs et professionnels à travers la France métropolitaine et les DOM-TOM. Elle est organisée par la FFF et ses ligues régionales. L'Olympique lyonnais jouant en Division 1, il démarre aux seizièmes de finale.

## Statistiques individuelles
| Nb.                 | Joueuse                  | Total | Championnat | Coupe de France | Ligue des champions | 0TDC0 |
| 1.                  | Ada Hegerberg            | 23    | 14          | -               | 9                   | -     |
| 2.                  | Nikita Parris            | 17    | 8           | 6               | 3                   | -     |
| 3.                  | Wendie Renard            | 14    | 7           | 2               | 5                   | -     |
| 4.                  | Dzsenifer Marozsán       | 13    | 10          | 2               | 1                   | -     |
| 5.                  | Eugénie Le Sommer        | 12    | 5           | 2               | 5                   | -     |
| 6.                  | Amel Majri               | 8     | 5           | -               | 2                   | 1     |
| 7.                  | Delphine Cascarino       | 5     | 3           | 1               | 1                   | -     |
| 7.                  | Griedge Mbock            | 5     | 4           | -               | 1                   | -     |
| 7.                  | Amandine Henry           | 5     | 4           | -               | 1                   | -     |
| 10.                 | Saki Kumagai             | 3     | 2           | -               | 1                   | -     |
| 11.                 | Shanice van de Sanden    | 2     | 2           | -               | -                   | -     |
| 12.                 | Isobel Christiansen      | 1     | 1           | -               | -                   | -     |
| 12.                 | Kadeisha Buchanan        | 1     | -           | -               | 1                   | -     |
| 12.                 | Janice Cayman            | 1     | -           | -               | 1                   | -     |
| 12.                 | Jéssica Silva            | 1     | 1           | -               | -                   | -     |
| 12.                 | Naomie Feller            | 1     | 1           | -               | -                   | -     |
| 12.                 | Sara Björk Gunnarsdóttir | 1     | -           | -               | 1                   | -     |
| But contre son camp | But contre son camp      | -     | -           | -               | -                   | -     |
| Total Général       | Total Général            | 113   | 67          | 13              | 32                  | 1     |

| Nb.           | Joueuse               | Total | Championnat | Coupe de France | Ligue des champions | 0TDC0 |
| 1.            | Dzsenifer Marozsán    | 22    | 13          | 4               | 5                   | -     |
| 2.            | Lucy Bronze           | 10    | 5           | 3               | 2                   | -     |
| 3.            | Amel Majri            | 8     | 4           | 2               | 2                   | -     |
| 4.            | Ada Hegerberg         | 6     | 5           | -               | 1                   | -     |
| 4.            | Delphine Cascarino    | 6     | 3           | 1               | 2                   | -     |
| 4.            | Eugénie Le Sommer     | 6     | 1           | 1               | 4                   | -     |
| 7.            | Amandine Henry        | 3     | 3           | -               | -                   | -     |
| 7.            | Selma Bacha           | 3     | 2           | -               | 1                   | -     |
| 7.            | Alex Greenwood        | 3     | 3           | -               | -                   | -     |
| 7.            | Wendie Renard         | 3     | 2           | 1               | -                   | -     |
| 11.           | Shanice van de Sanden | 2     | 1           | -               | 1                   | -     |
| 12.           | Janice Cayman         | 1     | -           | -               | 1                   | -     |
| 12.           | Isobel Christiansen   | 1     | -           | -               | 1                   | -     |
| 12.           | Nikita Parris         | 1     | 1           | -               | -                   | -     |
| 12.           | Naomie Feller         | 1     | 1           | -               | -                   | -     |
| Total Général | Total Général         | 76    | 44          | 12              | 20                  | -     |

## Chiffres marquants
- 200e but d'Ada Hegerberg sous les couleurs de l'Olympique lyonnais : en championnat, face au Stade de Reims (3-8, le 7 septembre 2019).
- Ada Hegerberg devient la 3e meilleure buteuse de l'histoire de l'Olympique lyonnais en dépassant Camille Abily avec 210 buts inscrits : en championnat, face au Paris FC (4-0, le 12 octobre 2019).
- Ada Hegerberg devient meilleure buteuse de l'histoire de la Ligue des Champions et dépasse Anja Mittag avec 53 buts inscrits, face au Fortuna Hjørring (7-0, le 30 octobre 2019)